# واتسلاو ورلیچک
واتسلاو وُرلیچک (چکی: Václav Vorlíček؛ زادهٔ ۳ ژوئن ۱۹۳۰ – درگذشته ۵ فوریه ۲۰۱۹) یک کارگردان فیلم اهل جمهوری چک بود.
وی در چند فیلم کمدی‌اش با میلوش ماتسورک همکاری داشت.
از فیلم‌ها یا مجموعه‌های تلویزیونی که وی در آن‌ها نقش داشته‌است می‌توان به «چه کسی می‌خواهد جسی را بکشد» اشاره نمود.